# The Hands That Built America
The Hands That Built America (Las manos que construyeron América), es una canción del grupo irlandés U2 que formó parte de la banda sonora de la película Gangs of New York (Pandillas de Nueva York), de Martin scorsese, y que aparece como sencillo junto con "Electrical Storm" en el disco The Best of 1990-2000. La canción tiene una duración de 4,59 minutos, fue ganadora de un Globo de Oro como mejor banda sonora. También fue candidata a un premio Oscar por la misma categoría, pero se lo llevó "Lose Yourself" interpretada por Eminem para la película 8 Millas.
La canción en vídeo tuvo dos versiones; la primera fue durante una grabación en un estudio en Dublín, y parte de este vídeo también aparece en el videoclip de la versión de la película.
Esta canción está basada en la llegada de personas venidas de otros lugares que, huyendo del hambre y la pobreza, en busca del sueño americano, acabaron en unas tierras que antes poblaron los pueblos originarios de la isla de Manna-hatta., y relata la historia de la ciudad, en cada verso.
Los hermanos Sharon y Andrea Coor, parte del grupo musical irlandés The Coors, también participaron en esta canción. y alcanzó el segundo puesto en listas de éxito sobre canciones que hablan de Nueva York.

## Nominaciones
Nominaciones
| Premio        | Canción                        | Música                                  | Letra                                   | Película          | Resultado |
| ------------- | ------------------------------ | --------------------------------------- | --------------------------------------- | ----------------- | --------- |
| Premio Oscar  | "The hands that built America" | Bono The Edge Adam Clayton Larry Mullen | Bono The Edge Adam Clayton Larry Mullen | Gangs of New York | Candidato |
| Globos de Oro | "The hands that built America" | Bono The Edge Adam Clayton Larry Mullen | Bono The Edge Adam Clayton Larry Mullen | Gangs of New York | Ganador   |